# Dyskografia Donny Summer
Dyskografia Donny Summer, amerykańskiej piosenki disco, R&B, pop i dance, obejmuje 17 albumów studyjnych, 3 albumy koncertowe, 21 kompilacji i ? singli. W przeciągu swojej ponad 40-letniej kariery, była związana z takimi wytwórniami jak m.in. Casablanca, Geffen, Mercury, Atlantic i Burgundy. Artystka sprzedała ponad 100 milionów płyt na całym świecie.

## Albumy studyjne
| Rok  | Tytuł                        | Pozycje na listach | Pozycje na listach | Pozycje na listach | Pozycje na listach | Pozycje na listach | Pozycje na listach | Pozycje na listach | Pozycje na listach | Pozycje na listach | Pozycje na listach | Pozycje na listach | Certyfikaty                                                                  |
| Rok  | Tytuł                        | [ 5 ]              | [ 6 ]              | [ 7 ]              | [ 8 ]              | [ 9 ]              | [ 10 ]             | [ 11 ]             | [ 12 ]             | [ 13 ]             | [ 14 ]             | [ 15 ]             | Certyfikaty                                                                  |
| ---- | ---------------------------- | ------------------ | ------------------ | ------------------ | ------------------ | ------------------ | ------------------ | ------------------ | ------------------ | ------------------ | ------------------ | ------------------ | ---------------------------------------------------------------------------- |
| 1974 | Lady of the Night            | —                  | —                  | —                  | —                  | —                  | —                  | —                  | —                  | —                  | —                  | —                  |                                                                              |
| 1975 | Love to Love You Baby        | 11                 | 16                 | 7                  | —                  | 23                 | 10                 | —                  | 8                  | 7                  | 9                  | 16                 | - USA: złota płyta - UK: złota płyta                                         |
| 1976 | A Love Trilogy               | 21                 | 6                  | 32                 | —                  | 24                 | 8                  | —                  | 1                  | 18                 | 14                 | 41                 | - USA: złota płyta - UK: złota płyta                                         |
| 1976 | Four Seasons of Love         | 29                 | 16                 | —                  | —                  | 31                 | —                  | —                  | 6                  | 40                 | —                  | —                  | - USA: złota płyta - UK: srebrna płyta                                       |
| 1977 | I Remember Yesterday         | 18                 | 15                 | 4                  | 12                 | 7                  | 3                  | 6                  | 1                  | 13                 | 5                  | 3                  | - USA: złota płyta - UK: złota płyta                                         |
| 1977 | Once Upon a Time...          | 26                 | 27                 | 44                 | —                  | —                  | —                  | —                  | 10                 | —                  | 9                  | 24                 | - USA: złota płyta - Kanada: złota płyta - UK: srebrna płyta                 |
| 1979 | Bad Girls                    | 1                  | 1                  | 6                  | 3                  | 7                  | 8                  | 24                 | 6                  | 3                  | 3                  | 23                 | - USA: 2 × platynowa płyta - Kanada: 2 × platynowa płyta - UK: srebrna płyta |
| 1980 | The Wanderer                 | 13                 | —                  | 18                 | 16                 | 54                 | —                  | —                  | 8                  | 15                 | 18                 | 55                 | - USA: złota płyta                                                           |
| 1982 | Donna Summer                 | 20                 | 32                 | 45                 | —                  | 37                 | 19                 | 4                  | 9                  | 2                  | 3                  | 13                 | - USA: złota płyta                                                           |
| 1983 | She Works Hard for the Money | 9                  | 23                 | 21                 | 47                 | 14                 | —                  | 9                  | 15                 | 8                  | 12                 | 28                 | - USA: złota płyta - Kanada: złota płyta                                     |
| 1984 | Cats Without Claws           | 40                 | 84                 | 91                 | —                  | 39                 | —                  | 19                 | 12                 | 10                 | 15                 | 69                 |                                                                              |
| 1987 | All Systems Go               | 122                | —                  | —                  | —                  | —                  | —                  | 72                 | —                  | 27                 | —                  | —                  |                                                                              |
| 1989 | Another Place and Time       | 53                 | 60                 | 93                 | —                  | 49                 | —                  | 29                 | —                  | 16                 | —                  | 17                 | - UK: złota płyta                                                            |
| 1991 | Mistaken Identity            | —                  | —                  | —                  | —                  | —                  | —                  | —                  | —                  | —                  | —                  | —                  |                                                                              |
| 1994 | Christmas Spirit             | —                  | —                  | —                  | —                  | —                  | —                  | —                  | —                  | —                  | —                  | —                  |                                                                              |
| 1996 | I’m a Rainbow                | —                  | —                  | —                  | —                  | —                  | —                  | —                  | —                  | —                  | —                  | —                  |                                                                              |
| 2008 | Crayons                      | 17                 | —                  | —                  | —                  | 73                 | —                  | —                  | 97                 | —                  | —                  | —                  |                                                                              |

## Albumy koncertowe
| Rok  | Tytuł              | Pozycje na listach | Pozycje na listach | Pozycje na listach | Pozycje na listach | Pozycje na listach | Pozycje na listach | Pozycje na listach | Pozycje na listach | Certyfikaty                                                            |
| Rok  | Tytuł              | [ 5 ]              | [ 6 ]              | [ 7 ]              | [ 8 ]              | [ 9 ]              | [ 11 ]             | [ 12 ]             | [ 15 ]             | Certyfikaty                                                            |
| ---- | ------------------ | ------------------ | ------------------ | ------------------ | ------------------ | ------------------ | ------------------ | ------------------ | ------------------ | ---------------------------------------------------------------------- |
| 1978 | Live and More      | 1                  | 2                  | 27                 | 4                  | —                  | 25                 | 15                 | 16                 | - USA: platynowa płyta - Kanada: 2 × platynowa płyta - UK: złota płyta |
| 1999 | Live & More Encore | 43                 | —                  | —                  | —                  | 75                 | —                  | 11                 | —                  |                                                                        |
| 2020 | A Hot Summer Night | —                  | —                  | —                  | —                  | —                  | —                  | —                  | —                  |                                                                        |

## Kompilacje
| Rok  | Tytuł                                                                      | Pozycje na listach | Pozycje na listach | Pozycje na listach | Pozycje na listach | Pozycje na listach | Pozycje na listach | Pozycje na listach | Pozycje na listach | Pozycje na listach | Pozycje na listach | Certyfikaty                                                            |
| Rok  | Tytuł                                                                      | [ 5 ]              | [ 6 ]              | [ 7 ]              | [ 8 ]              | [ 9 ]              | [ 11 ]             | [ 12 ]             | [ 13 ]             | [ 14 ]             | [ 15 ]             | Certyfikaty                                                            |
| ---- | -------------------------------------------------------------------------- | ------------------ | ------------------ | ------------------ | ------------------ | ------------------ | ------------------ | ------------------ | ------------------ | ------------------ | ------------------ | ---------------------------------------------------------------------- |
| 1977 | Greatest Hits                                                              | —                  | —                  | —                  | —                  | —                  | —                  | —                  | —                  | —                  | —                  |                                                                        |
| 1977 | The Greatest Hits of Donna Summer                                          | —                  | —                  | —                  | —                  | —                  | —                  | —                  | —                  | —                  | 4                  | - UK: złota płyta                                                      |
| 1978 | Lo Mejor de Donna Summer                                                   | —                  | —                  | —                  | —                  | —                  | —                  | —                  | —                  | —                  | —                  |                                                                        |
| 1979 | On the Radio: Greatest Hits Volumes I & II                                 | 1                  | 10                 | 16                 | 2                  | 42                 | 40                 | 11                 | 29                 | 39                 | 24                 | - USA: 2 × platynowa płyta - Kanada: platynowa płyta - UK: złota płyta |
| 1980 | Walk Away – Collector’s Edition: The Best of 1977–1980                     | 50                 | —                  | —                  | —                  | —                  | —                  | —                  | —                  | —                  | —                  |                                                                        |
| 1985 | The Summer Collection: Greatest Hits                                       | —                  | —                  | —                  | —                  | —                  | —                  | —                  | —                  | —                  | —                  |                                                                        |
| 1987 | The Dance Collection: A Compilation of Twelve Inch Singles                 | —                  | —                  | —                  | —                  | —                  | —                  | —                  | —                  | —                  | —                  |                                                                        |
| 1990 | The Best of Donna Summer                                                   | —                  | —                  | —                  | —                  | 76                 | 44                 | —                  | —                  | —                  | 24                 | - UK: złota płyta                                                      |
| 1993 | The Donna Summer Anthology                                                 | —                  | —                  | —                  | —                  | —                  | —                  | —                  | —                  | —                  | —                  |                                                                        |
| 1994 | Endless Summer: Donna Summer's Greatest Hits                               | 90                 | —                  | 93                 | 10                 | —                  | 75                 | —                  | —                  | —                  | 37                 | - UK: złota płyta                                                      |
| 1998 | Greatest Hits                                                              | 194                | —                  | —                  | —                  | —                  | —                  | —                  | —                  | —                  | —                  |                                                                        |
| 2003 | The Ultimate Collection                                                    | —                  | —                  | —                  | —                  | —                  | —                  | —                  | —                  | —                  | —                  |                                                                        |
| 2003 | The Journey: The Very Best of Donna Summer                                 | 88                 | 64                 | 54                 | 39                 | —                  | 57                 | —                  | —                  | 27                 | 6                  | - UK: złota płyta                                                      |
| 2003 | 20th Century Masters – The Millennium Collection: The Best of Donna Summer | 101                | —                  | —                  | —                  | —                  | —                  | —                  | —                  | —                  | —                  |                                                                        |
| 2005 | Gold                                                                       | —                  | —                  | —                  | —                  | —                  | —                  | —                  | —                  | —                  | —                  |                                                                        |
| 2013 | Playlist: The Very Best of Donna Summer                                    | —                  | —                  | —                  | —                  | —                  | —                  | —                  | —                  | —                  | —                  |                                                                        |
| 2013 | I Feel Love: The Collection                                                | —                  | —                  | —                  | —                  | —                  | —                  | —                  | —                  | —                  | —                  |                                                                        |
| 2013 | Love to Love You Donna                                                     | 97                 | —                  | —                  | —                  | —                  | —                  | —                  | —                  | —                  | —                  |                                                                        |
| 2015 | Hits, Singles & More                                                       | —                  | —                  | —                  | —                  | —                  | —                  | —                  | —                  | —                  | —                  |                                                                        |
| 2016 | The Ultimate Collection                                                    | —                  | —                  | —                  | —                  | —                  | —                  | —                  | —                  | —                  | 30                 | - UK: srebrna płyta                                                    |
| 2018 | Summer: The Original Hits                                                  | —                  | —                  | —                  | —                  | —                  | —                  | —                  | —                  | —                  | —                  |                                                                        |